# オモロ県
オモロ県（オモロけん、英語: Omoro District）はウガンダの北部地域にある県のひとつ。伝統的にはアチョリ地方に位置する。県都はパレンガ。
2012年に設置が決定され、2016年7月1日に行政サービスが開始された。分離前はオモロ郡（Omoro County）としてグル県に所属していた。人口は17万人（2017年推計）。知事（第5地域議会の議長）はDouglas Peter Okello。

## 隣接する県
- グル県
- パデル県
- オヤム県
- ナウォヤ県